# Рупихтерот
Рупихтерот (њем. Ruppichteroth) општина је у њемачкој савезној држави Северна Рајна-Вестфалија. Једно је од 19 општинских средишта округа Рајн-Зиг. Према процјени из 2010. у општини је живјело 10.770 становника. Посједује регионалну шифру (AGS) 5382052, NUTS (DEA2C) и LOCODE (DE RUP) код.

## Географски и демографски подаци
Рупихтерот се налази у савезној држави Северна Рајна-Вестфалија у округу Рајн-Зиг. Општина се налази на надморској висини од 80–361 метра. Површина општине износи 62,0 km². У самом мјесту је, према процјени из 2010. године, живјело 10.770 становника. Просјечна густина становништва износи 174 становника/km².

## Међународна сарадња
| Мјесто      | Држава               | Врста сарадње | Од    |
| ----------- | -------------------- | ------------- | ----- |
| Лонгдендејл | Уједињено Краљевство | партнерство   | 1974. |
| Извор       |                      |               |       |